# Marius Croitoru
Marius Marian Croitoru (Giurgiu, 2 ottobre 1980) è un allenatore di calcio ed ex calciatore rumeno, di ruolo centrocampista.

## Palmarès

### Giocatore

#### Competizioni nazionali
- Liga II: 1

Botoșani: 2012-2013